# Unisys
Unisys ist ein amerikanischer Informatik-Dienstleister. Das Unternehmen mit Hauptsitz in Blue Bell, Pennsylvania, ist seit langem ein Hardwarehersteller, hat sich jedoch seit 1990 auf Dienstleistungen konzentriert. Das Unternehmen bietet digitale Arbeitsplätze, Cloud-Anwendungen und -Infrastruktur, Enterprise Computing, Geschäftsprozessdienste, KI-Technologie und Datenanalysedienste.
Unisys besitzt Niederlassungen in über 100 Ländern und beschäftigt etwa 20.000 Mitarbeiter weltweit.

## Geschichte

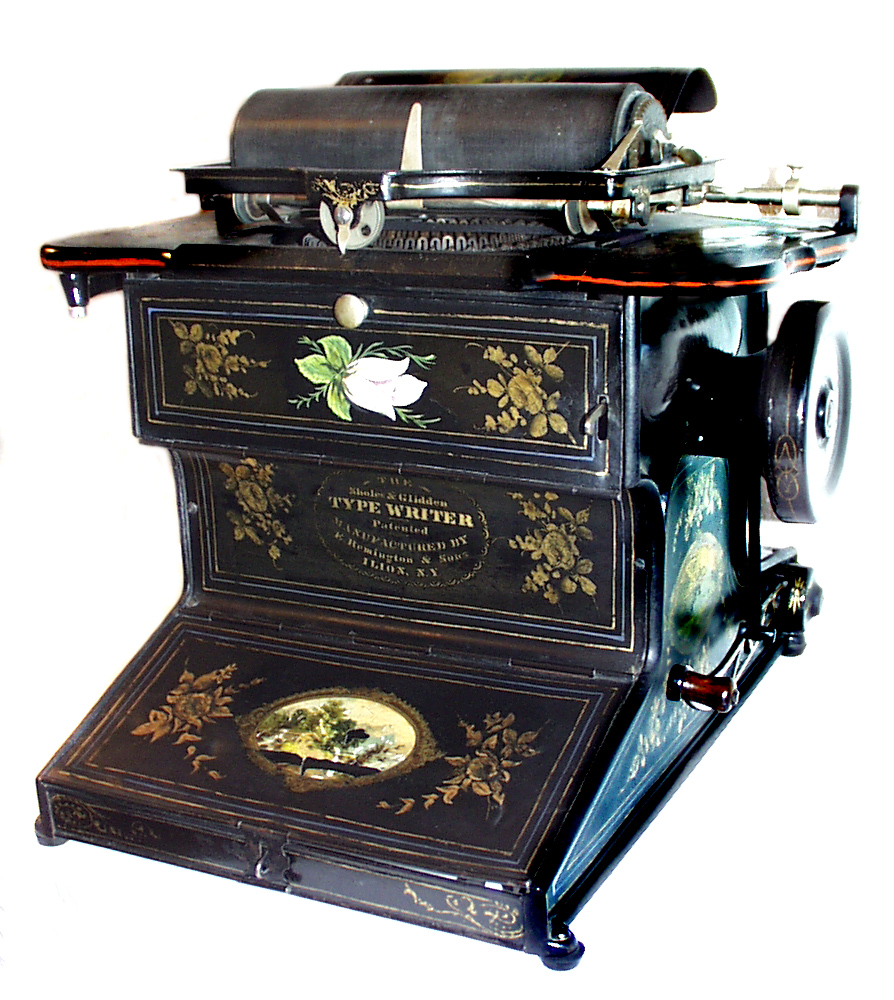
Sholes & Glidden Typewriter, 1876

Unisys ging aus der Fusion der Sperry Corporation und der Burroughs Corporation hervor. Die Fusion wurde damals als Dinosaurierhochzeit in der Informatikbranche bekannt. Burroughs kaufte Sperry am 27. Mai 1986 zu einem Preis von 4,8 Milliarden US-Dollar. Die beiden Gesellschaften fusionierten am 16. September 1986. Dies machte Unisys damals zum zweitgrößten Informatik-Dienstleister weltweit. Der Name Unisys (United Information Systems) wurde bei einem firmeninternen Wettbewerb gefunden. Der künftige Name „Unisys“ für das neue Unternehmen wurde am 10. November bekanntgegeben. Die Fusion wurde eingeleitet von W. Michael Blumenthal.
Die Wurzeln der Unisys reichen zurück bis ins Jahre 1816 zu Remington Arms - E. Remington & Sons, die die erste kommerziell nutzbare Schreibmaschine (Remington) auf den Markt brachten. 1925 produzierte sie die erste elektrische Schreibmaschine. Remington Rand entstand 1927 aus der Remington Typewriter Company, der Rand Kardex Company, und der Powers Accounting Machine Company. Unter anderem wurden Schreibmaschinen hergestellt, darunter die ersten mit QWERTY-Tastatur. Remington stellte später Addiermaschinen her. 1950 kaufte Remington Rand die Eckert-Mauchly Computer Corporation.
Die Eckert-Mauchly Computer Corporation, gegründet von J. Presper Eckert und John William Mauchly, hatte einen der ersten digitalen Computer der Welt entwickelt, den ENIAC. Nach dem Aufkauf wurde der ENIAC mit den Produktlinien UNIVAC und UNIVAC I und UNIVAC 1100/2200 weiterentwickelt. Im Jahre 1952 wurde mit dem UNIVAC, der Wahlsieg von Dwight D. Eisenhower bei den US-Präsidentschaftswahlen prognostiziert. Eckert blieb bei Remington Rand, später Sperry bzw. Unisys und bekleidete eine leitende Position im Unternehmen. 1989 verließ Eckert Unisys, stand dem Unternehmen aber weiter als Berater zur Verfügung.

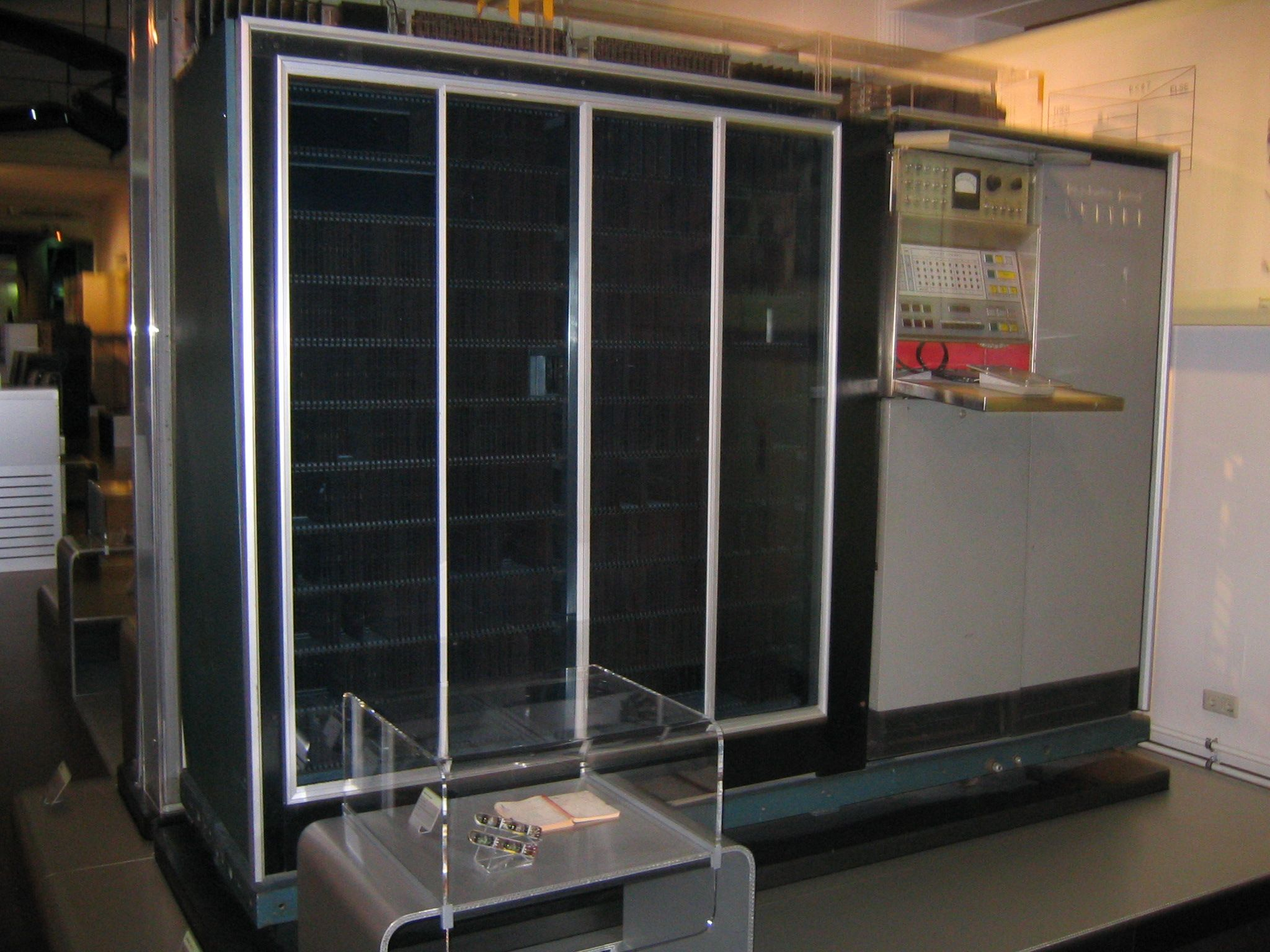
Univac Solid State im Technischen Museum Wien

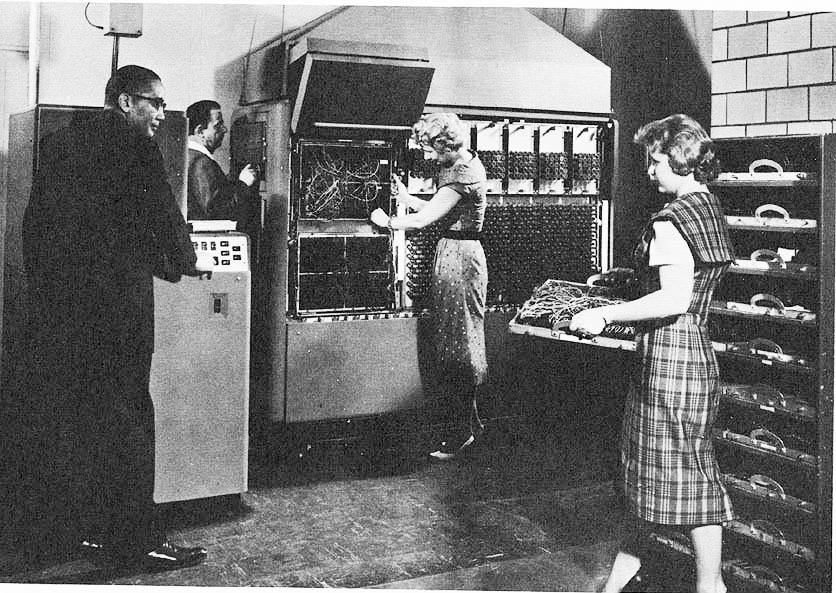
UNIVAC 120 - Remington Rand 409 (1952)

Remington Rand wurde durch den Zukauf von Engineering Research Associates (ERA) verstärkt um das Fachwissen für Trommelspeicher, einem Vorläufer von Festplattenspeichern. Auf dieser Basis entwickelte Remington Rand die UNIVAC-Computerserie weiter. Unter anderem waren Seymour Cray und William C. Norris an der Entwicklung der UNIVAC Serie beteiligt.
1955 erwarb Sperry das Unternehmen Remington Rand und nannte sich in Sperry Rand um.
Sperry Rand gehörte mit dem UNIVAC zur Gruppe jener Hersteller, die unter dem Kürzel BUNCH (für Burroughs, UNIVAC, NCR, CDC und Honeywell) in den 1960er und 1970er Jahren mit Großrechnern in Konkurrenz zu IBM standen. Besonders erfolgreich waren UNIVAC-Rechner bei Luftfahrtunternehmen, die darauf das von Sperry entwickelte Buchungssystem USAS betrieben.
1978 beschloss Sperry Rand, sich auf das Geschäftsfeld Computer zu konzentrieren, und verkaufte Remington Rand Systems, Remington Rand Machines, Ford Instrument Company, Sperry Aerospace and Sperry Vickers. Das Wort „Rand“ wurde aus dem Namen gestrichen, fortan hieß das Unternehmen wieder Sperry Corporation. Der Geschäftsbereich UNIVAC nannte sich fortan Sperry Univac und einige Zeit später einfach Sperry.
Im Jahr 1986 fusionierte Sperry mit der Burroughs Corporation. Die Geschäftsbereiche beider Unternehmen wurde unter dem Namen Unisys vereint und die beiden traditionsreichen Namen Sperry und Burroughs aufgegeben. Die anderen Geschäftsbereiche von Sperry wie Sperry New Holland, Sperry Gyroscope, Sperry Vickers, Sperry Marine and Sperry Flight Systems wurden nach der Verschmelzung verkauft.
1953 hatte Burroughs, nach dem Kauf der ElectroData in Pasadena, Kalifornien, mit der Herstellung von Computern für Banken begonnen. Das erste Produkt war der Computer B205 Tube. Burroughs hatte weltweit Niederlassungen, in Deutschland die Burroughs GmbH.
1961 stellte Burroughs den ersten Computer mit virtuellem Arbeitsspeicher und Doppelprozessor vor, die B5000. Diese war eine Alternative zu der 1964 veröffentlichten S/360 von IBM. Weiterhin entwickelte Burroughs mit der B1700 eine Serie von Minicomputern, bei der jeder Prozess auf einer eigenen virtuellen Maschine lief.
Larry Wall war als Administrator und Programmierer bei Unisys angestellt, wo er seit März 1987 daran beteiligt war unter dem Codenamen blacker ein sicheres Netzwerk für die NSA zu entwickeln. Er erhielt mehrere Aufträge, Werkzeuge zur Fernwartung und Überwachung der entstehenden Software zu schaffen. Eine Hauptaufgabe war dabei, übersichtliche Berichte aus verstreuten Logdateien zu erzeugen. Da die vorhandenen Sprachen und Werkzeuge ihm dafür zu umständlich erschienen, entwickelte er mit Hilfe seines damaligen Teamkollegen Daniel Faigin und seines Schwagers Mark Biggar schrittweise die Programmiersprache Perl, um seine Aufgaben zu lösen.
1988 kaufte Unisys Convergent Technologies und übernahm deren CTOS-Betriebssystem.
1990 trat Unisys X/Open bei, 2004 der Linux Foundation.
2005 Unisys und NEC Corporation vereinbaren in den Bereichen Server-Technik, Forschung und Entwicklung und Fertigung eine Kooperation über die Herstellung von Intel-basierten Hochleistungsrechnern.
2006 verkaufte Unisys seine Mediasparte für 50 Millionen Dollar an Atex. Ebenso veräußerte es alle Anteile der japanischen Tochter Nihon Unisys.
2007 portierte Unisys das OS2200 (UNIVAC)-Betriebssystem, das bis dahin auf eigens hergestellten spezifischen Prozessoren lief, auf Intel-XEON-Prozessoren.
Im Jahr 2021 erwarb Unisys Unify Square, Mobinergy und CompuGain.

## Geschäftsfelder
Unisys hat sich von einem alteingesessenen Hardwarehersteller zu einem Dienstleister gewandelt. Auch heutzutage werden Großrechner und Hochleistungsrechner verkauft, die Einnahmen jedoch werden hauptsächlich durch Dienstleistungen und Software generiert.

### Dienstleistungen
- Unternehmens-Computing[10]
- Outsourcing – Prozess und IT Outsourcing
- Real Time Infrastructures – Lösungen im Logistik und Reiseverkehr
- Microsoft Solutions – Lösungen im Microsoft-Umfeld
- Cloud-, Anwendungs- und Infrastrukturdienste[11]
- Geschäftsprozessmanagement und Geschäftsprozessautomatisierung[12]
- digitale Arbeitsplatzdienste[13]
- KI-Technologie

### Produkte
- Software – Diverse Applikationssoftware in den Bereichen Finanzen, Aviation, Logistik und Sicherheit.
- Enterprise Servers – Intel basierende Hochleistungsserver, ES7000
- Mainframes – Unisys basierende Mainframes Clearpath, MCP (Burroughs) und OS2200 (UNIVAC) kompatibel

### Branchen / Industries
- Public Sector – Angebote für Behörden, Justiz und Verwaltungen.
- Financial Services – Angebote für Banken und Versicherungen.
- Communications – Angebote für Kommunikationsbranche.
- Transportation – Angebote für Flughäfen, Flugsicherung und Logistikunternehmen.
- Consumer & Industrial Products – Angebote für Retail- und Konsumgüter, Industrie als auch Life-Science.

## Besondere Produkte
Unisys entwickelte NEXRAD (next generation radar). Das auf dem Doppler-Effekt beruhende Radar NEXRAD soll Flughafen und Piloten vor plötzlichen Böen und einem Downburst warnen. Alle Flughäfen in den USA sind mit diesem System ausgerüstet. Unisys bietet unter der Geschäftseinheit Transportation Wetterdaten und Uplink-Kapazität zu Satelliten der National Oceanic and Atmospheric Administration an.

## Kontroverses
Manche Leute kennen Unisys durch das Patent auf den Kompressionsalgorithmus LZW, der vor allem beim Grafikformat GIF verwendet wurde.
Ende 1994 kündigte Unisys gemeinsam mit CompuServe an, dass sie das Patent auf dieses Kompressionsverfahren auch bei GIF-Bildern durchsetzen wollen. Dies führte nicht nur zu einem Aufschrei in der Informatik-Gemeinschaft, sondern auch zu der Entwicklung des Bildformates PNG. Das Patent für den Kompressionsalgorithmus LZW ist 2003 in den USA ausgelaufen, 2004 in Europa und Asien.
Unisys war Zielscheibe einer Anti-Korruptionskampagne im Verteidigungssektor im Jahr 1991, die unter dem Decknamen Operation Ill Wind stattfand. Unisys wurde zu einer hohen Geldstrafe wegen Bestechung von über 163 Millionen USD plus Kosten verurteilt.